# Aglona

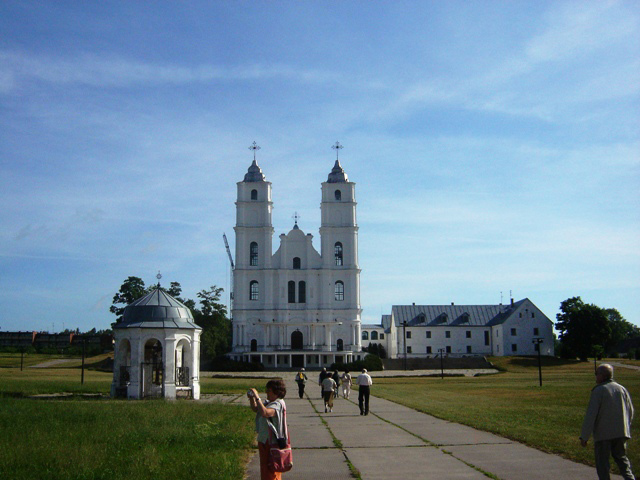
Vue de la basilique

Aglona est une localité située dans le Latgale en Lettonie orientale, à 40 km de Daugavpils et à 250 km de Riga. C'est le centre administratif de la paroisse d'Aglona et de la municipalité d'Aglona.

## Description
L'église d'Aglona est un lieu de pèlerinage traditionnel pour les catholiques lettons. Les pèlerins se réunissent les jours saints et en particulier le jour de la Pentecôte et le jour de l’Assomption.
La basilique d'Aglona, célèbre comme lieu de pèlerinage marial, a été construite entre 1768 et 1789 par les dominicains.
En 1980 l'église d'Aglona célèbre son 200e anniversaire et reçoit le statut de Basilique par le Pape Jean-Paul II. En 1986 on y a fêté le 800e anniversaire de Christianisme en Lettonie. Une rénovation de grande ampleur de la Basilique débute en 1992 pour préparer la visite du Pape. Le pape Jean-Paul II y a célébré la messe devant 380 000 fidèles en 1993.

## Population
Aglona regroupe 964 habitants (2015).

## Monuments
- Basilique d'Aglona